# Erik A. Nordquelle
Erik Andersen Nordquelle, född 1858, död 1938, var pastor inom det som senare skulle bli De frie evangeliske forsamlinger.

## Uppväxt
Erik A Nordquelle föddes på gården Kvelle, utanför Larvik i Norge den 12 juni 1858. 
Föräldrarna var jordbrukare och troende. 
Efter konfirmationen for Erik till sjöss, där han mitt i atlanten kom till tro, i juli 1879. 
Hösten 1879 gick han åter iland.

## Missionerande
Vid nyårstiden 1883 reste Nordquelle till Oslo och deltog i de väckelsemöten som den kände svenske predikanten Fredrik Franson höll där. När Nordquelle återvände till Larvik började han själv hålla liknande möten och det bröt ut en väckelse där som resulterade i att Larvik frie Missionsforening bildades. 
Han var med då "Frimisjonen" (som idag heter Det Norske Misjonsforbund) stiftades 1884 och valdes in i dess första landsstyre.
Nordquelle verkade även som predikant i fria missionsföreningar i Skien/Porsgrunn och hösten 1891 kallades Nordquelle till föreståndare för "Bergens frie misjon". 
Här lärde han känna den svenske lutherske prästen Otto Witt som den 2 november 1891 bad för Nordquelle så att han fick uppleva dopet i den Helige Ande.
Nordquelle var en god skribent och medarbetare i tidningen Missionæren - ett organ inom Frimisjonen. I denna tidning spred han kunskap om sitt andliga genombrott i Bergen och fick många sympatisörer, både i Norge och bland norska emigranter i USA.

## De frie venner
1893 blev han utesluten ur Missionsförbundet och reste därefter runt och predikade fritt Guds ord i olika sammanhang. Hankom snart i kontakt med flera "fria" grupper som hade uppstått runt om i Norge under 1880-talet. Många av dessa vängrupper greps av Nordquelles frigörelseförkunnelse. Men hans verksamhet gav också upphov till många nya församlingar. Denna rörelse kom i folkmun att kallas "frie venner". 
Nordquelle var föreståndare för "De frie venner" i Oslo 1899-1936. När metodistpastorn T B Barratt kom hem från USA i slutet av 1906 och vittnade om sitt eget andedop vägrade de flesta kyrkor att upplåta predikstolen för honom. Men Nordquelle tog emot honom med öppna armar och några år framåt hade de ett fruktbart samarbete, både i Oslo och på predikokampanjer runt om i landet.
1910 gick de två dock skilda vägar, på grund av olika församlingssyn. Barratt ansåg att det var nödvändigt med en fastare organisation med protokoll och medlemsmatriklar. Han hyrde egna lokaler i Oslo och grundade den norska pingströrelsen.
Nordquelle var också medarbetare i tidskrifterna Ildtungen (som senare fick namnet Sandhet og Frihet) och Det gode Budskab som han redigerade fram till sin död, den 6 januari 1938.
Han gav även ut flera utgåvor av sångboken Schibbolet, som kom att användas i de flesta av frie venners församlingar.